# Cirque national d'Almaty
Le Cirque national d'Almaty (en russe : Казахский государственный цирк) est un bâtiment de cirque situé au 50, avenue Abaï à Almaty au Kazakhstan. 